# Хаксберген
Хаксберген (нидерл. Haaksbergen) — община в провинции Оверэйссел (Нидерланды).

## История
С середины XIX века в общине развивалась текстильная промышленность. На заводе D. Jordaan & Zonen было много рабочих мест. На пике своего развития 80% рабочей силы Хаксбергена было занято в текстильном секторе. В начале 1970-х текстильная фабрика в Хаксбергене закрылась, как и другие текстильные предприятия в Нидерландах.

## География
Территория общины занимает 105,5 км². На 1 августа 2020 года в общине проживало 24 275 человек.